# Meilleur revenant de l'année de l'Associated Press
Le prix de Meilleur revenant de l’année de l’Associated Press NFL est présenté chaque année par Associated Press (AP) à un joueur de la National Football League (NFL). Bien que les critères d’attribution soient imprécis, il est généralement attribué à un joueur qui a surmonté l’adversité de la saison précédente - telle qu’une blessure ou une performance médiocre - et retrouvé un niveau élevé. Le gagnant est sélectionné par un panel national de professionnels des médias. Depuis 2011, le prix a été remis lors de la cérémonie des NFL Honors qui se tient la veille du Super Bowl. En 2017, le prix a été présenté par McDonald's.
L'AP a d'abord récompensé un joueur revenant de l'année dans la NFL de 1963 à 1966, mais ces joueurs ne figurent généralement pas dans la liste générale des gagnants. L'AP n'a plus remis de prix jusqu'à la saison 1998. Le quarterback Chad Pennington est le seul joueur à l'avoir remporté à plusieurs reprises. Il a reçu le prix en 2006 avec les Jets de New York et à nouveau en 2008 avec les Dolphins de Miami.

## Les lauréats

### 1963 - 1966

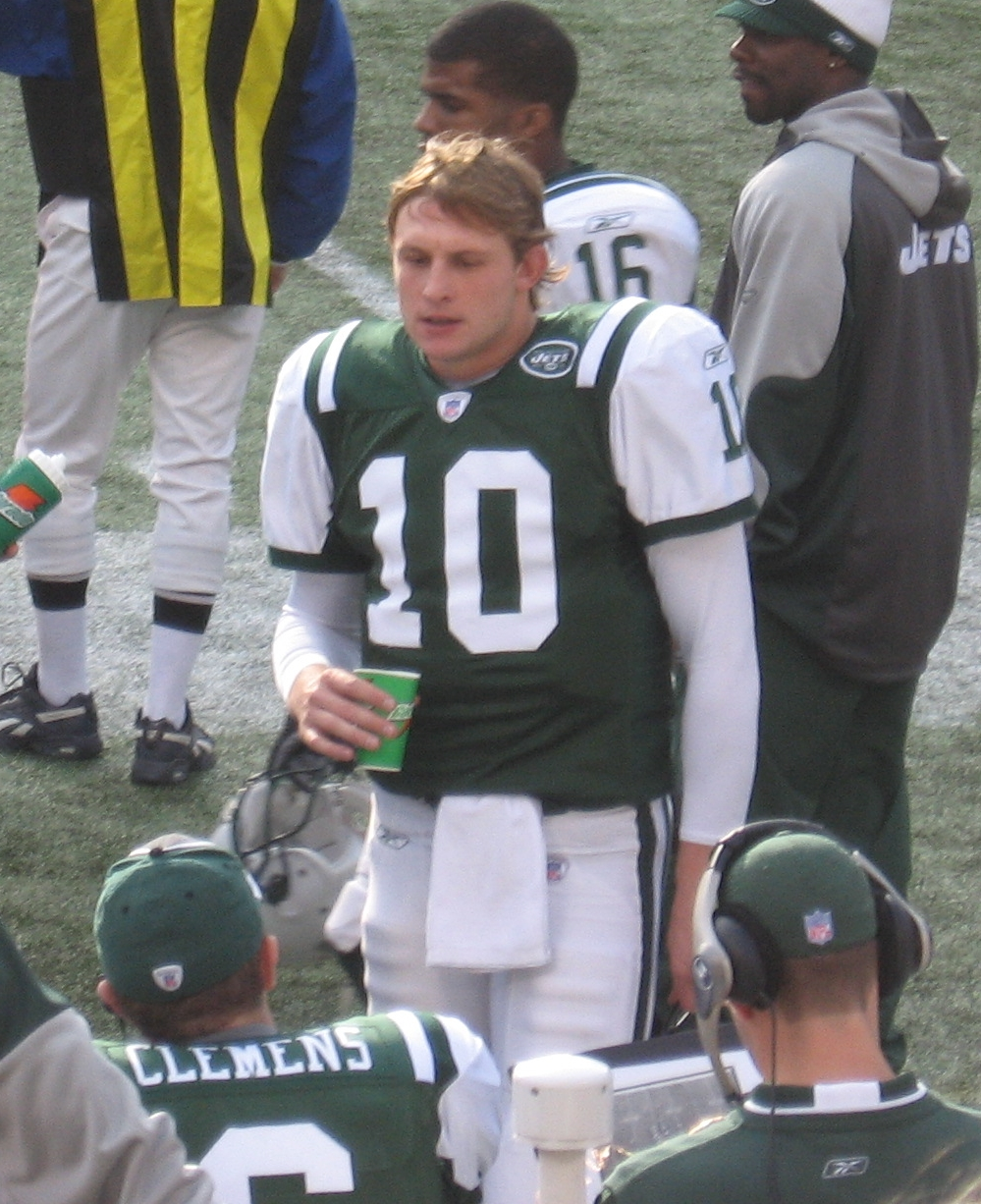
Chad Pennington, le seul joueur à l'avoir remporté deux fois

| Saison | Nom du joueur    | Position    | Équipe NFL             | Réf   |
| ------ | ---------------- | ----------- | ---------------------- | ----- |
| 1963   | Jim Martin (en)  | Placekicker | Colts de Baltimore     | [ 6 ] |
| 1964   | Lenny Moore (en) | Halfback    | Colts de Baltimore     | [ 7 ] |
| 1965   | John Brodie      | Quarterback | 49ers de San Francisco | [ 8 ] |
| 1966   | Dick Bass (en)   | Fullback    | Rams de Los Angeles    | [ 9 ] |

### 1998 - présent
| Saison | Nom du joueur            | Position                 | Équipe NFL                                                 | Réf    |
| ------ | ------------------------ | ------------------------ | ---------------------------------------------------------- | ------ |
| 1998   | Doug Flutie              | Quarterback              | Bills de Buffalo                                           | [ 10 ] |
| 1999   | Bryant Young             | Defensive tackle         | 49ers de San Francisco                                     | [ 11 ] |
| 2000   | Joe Johnson (en)         | Defensive end            | Saints de La Nouvelle-Orléans                              | [ 12 ] |
| 2001   | Garrison Hearst (en)     | Running back             | 49ers de San Francisco                                     | [ 13 ] |
| 2002   | Tommy Maddox             | Quarterback              | Steelers de Pittsburgh                                     | [ 14 ] |
| 2003   | Jon Kitna                | Quarterback              | Bengals de Cincinnati                                      | [ 15 ] |
| 2004   | Drew Brees               | Quarterback              | Chargers de San Diego                                      | [ 16 ] |
| 2005   | Steve Smith Tedy Bruschi | Wide receiver Linebacker | Panthers de la Caroline Patriots de la Nouvelle-Angleterre | [ 17 ] |
| 2006   | Chad Pennington          | Quarterback              | Jets de New York                                           | [ 18 ] |
| 2007   | Greg Ellis (en)          | Defensive end            | Cowboys de Dallas                                          | [ 19 ] |
| 2008   | Chad Pennington          | Quarterback              | Dolphins de Miami                                          | [ 20 ] |
| 2009   | Tom Brady                | Quarterback              | Patriots de la Nouvelle-Angleterre                         | [ 21 ] |
| 2010   | Michael Vick             | Quarterback              | Eagles de Philadelphie                                     | [ 22 ] |
| 2011   | Matthew Stafford         | Quarterback              | Lions de Détroit                                           | [ 23 ] |
| 2012   | Peyton Manning           | Quarterback              | Broncos de Denver                                          | [ 24 ] |
| 2013   | Philip Rivers            | Quarterback              | Chargers de San Diego                                      | [ 25 ] |
| 2014   | Rob Gronkowski           | Tight end                | Patriots de la Nouvelle-Angleterre                         | [ 26 ] |
| 2015   | Eric Berry               | Safety                   | Chiefs de Kansas City                                      | [ 27 ] |
| 2016   | Jordy Nelson             | Wide receiver            | Packers de Green Bay                                       | [ 28 ] |
| 2017   | Keenan Allen             | Wide receiver            | Chargers de Los Angeles                                    | [ 29 ] |
| 2018   | Andrew Luck              | Quarterback              | Colts d'Indianapolis                                       | [ 30 ] |
| 2019   | Ryan Tannehill           | Quarterback              | Titans du Tennessee                                        | [ 31 ] |
| 2020   | Alex Smith               | Quarterback              | Washington Football Team                                   | [ 32 ] |
| 2021   | Joe Burrow               | Quarterback              | Bengals de Cincinnati                                      | [ 33 ] |